# Luciana Carro

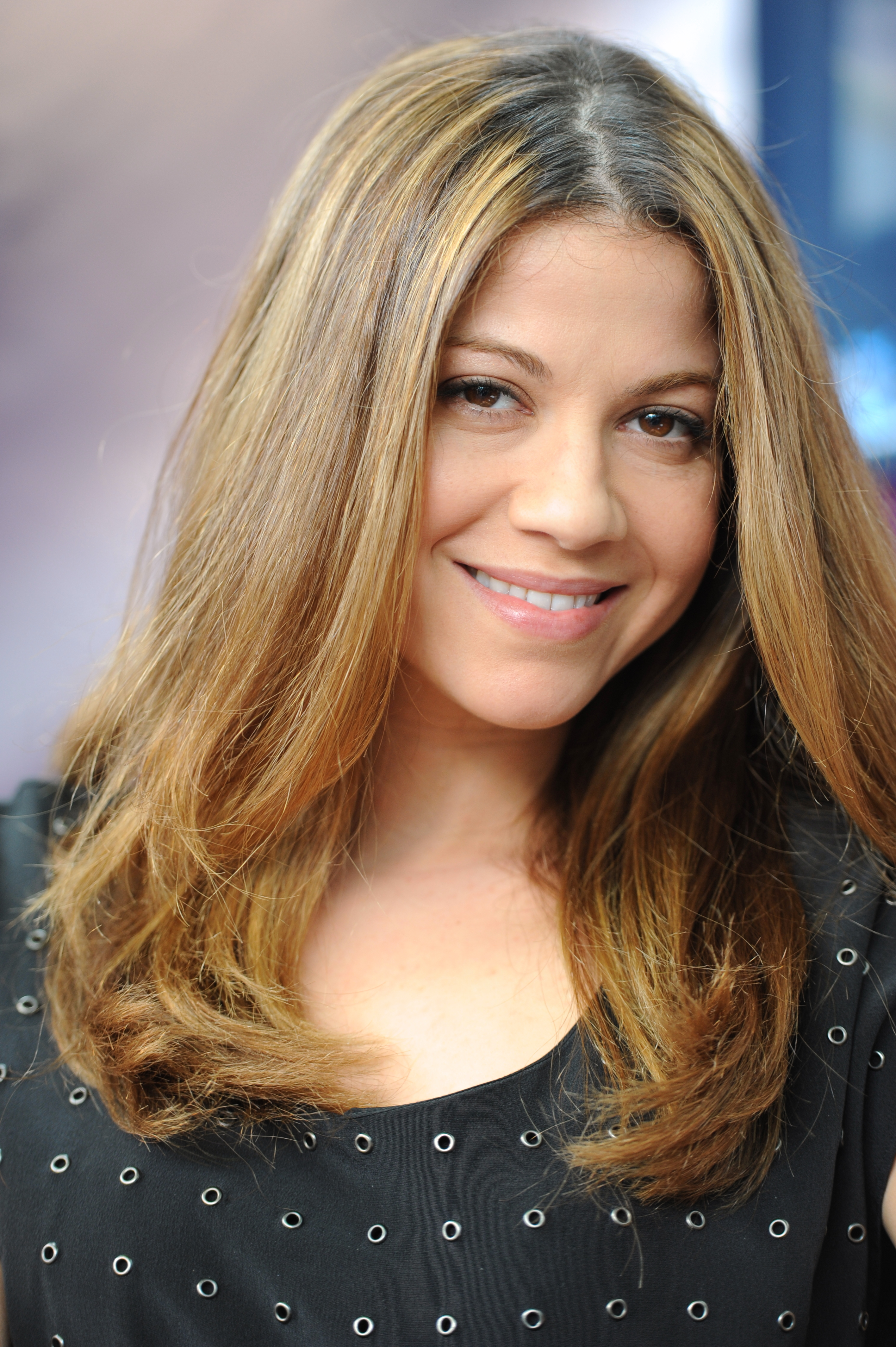
Luciana Carro (2012)

Luciana Carro (* 23. März 1981 in Toronto, Ontario) ist eine kanadische Schauspielerin italienischer Abstammung. 
Ihre Karriere begann Carro zu Beginn der 2000er-Jahre mit verschiedenen Auftritten in Fernsehserien wie The Chris Isaak Show. Bis heute ist sie insbesondere in Fernsehproduktionen zu sehen.
Sie ist vor allem bekannt für ihre Rolle der Viper-Pilotin Lt. Louanne „Kat“ Katraine in der Fernsehserie Battlestar Galactica, einem Remake der Serie Kampfstern Galactica von 1978. In dieser Serie war sie in den Jahren 2004 bis 2006 zu sehen.

## Filmografie (Auswahl)
- 2005: Das schnelle Geld (Two for the Money)
- 2006: Dr. Dolittle 3
- 2004–2006: Battlestar Galactica (Fernsehserie, 18 Episoden)
- 2007: Die Schneekugel (Snowglobe, Fernsehfilm)
- 2007: Die Eisprinzen (Blades of Glory)
- 2012–2013: Falling Skies (Fernsehserie, 9 Episoden)
- 2013: Hatfields & McCoys (Fernsehfilm)
- 2013: Navy CIS: L.A. (NCIS: Los Angeles, Fernsehserie, Episode 4x13)
- 2014: Helix (Fernsehserie, 8 Episoden)
- 2016: Motive (Fernsehserie, 1 Episode)
- 2016: Supernatural (Fernsehserie, Episode 11x13)